# Element (gymnastiek)
Een element is in de gymnastiek een basishouding of basisbeweging.  Statische elementen zijn houdingen, zoals een handstand op de vloer, een streksteun op de rekstok of een hoeksteun op de evenwichtsbalk. Andere elementen zijn basisbewegingen, zoals een handstandoverslag, salto of een halve draai.
Elementen kunnen worden gecombineerd tot elementverbindingen. Zo kan bijvoorbeeld bij een sprong (over een paard, kast, rhönrad) een overslag worden gecombineerd met een salto, waardoor een sprong van een hogere moeilijkheidsgraad wordt verkregen. 